# Industrial rock
L'industrial rock è un genere musicale che fonde tecniche e tematiche tipiche della musica industriale con sottogeneri della musica rock. L'industrial rock degli anni ottanta pose i presupposti per lo sviluppo dell'industrial metal. I primi gruppi che inserirono elementi tipicamente industrial nelle loro canzoni furono gruppi post punk come Chrome, Foetus, Killing Joke, Swans, e i Big Black.

## Storia del genere

### Origini

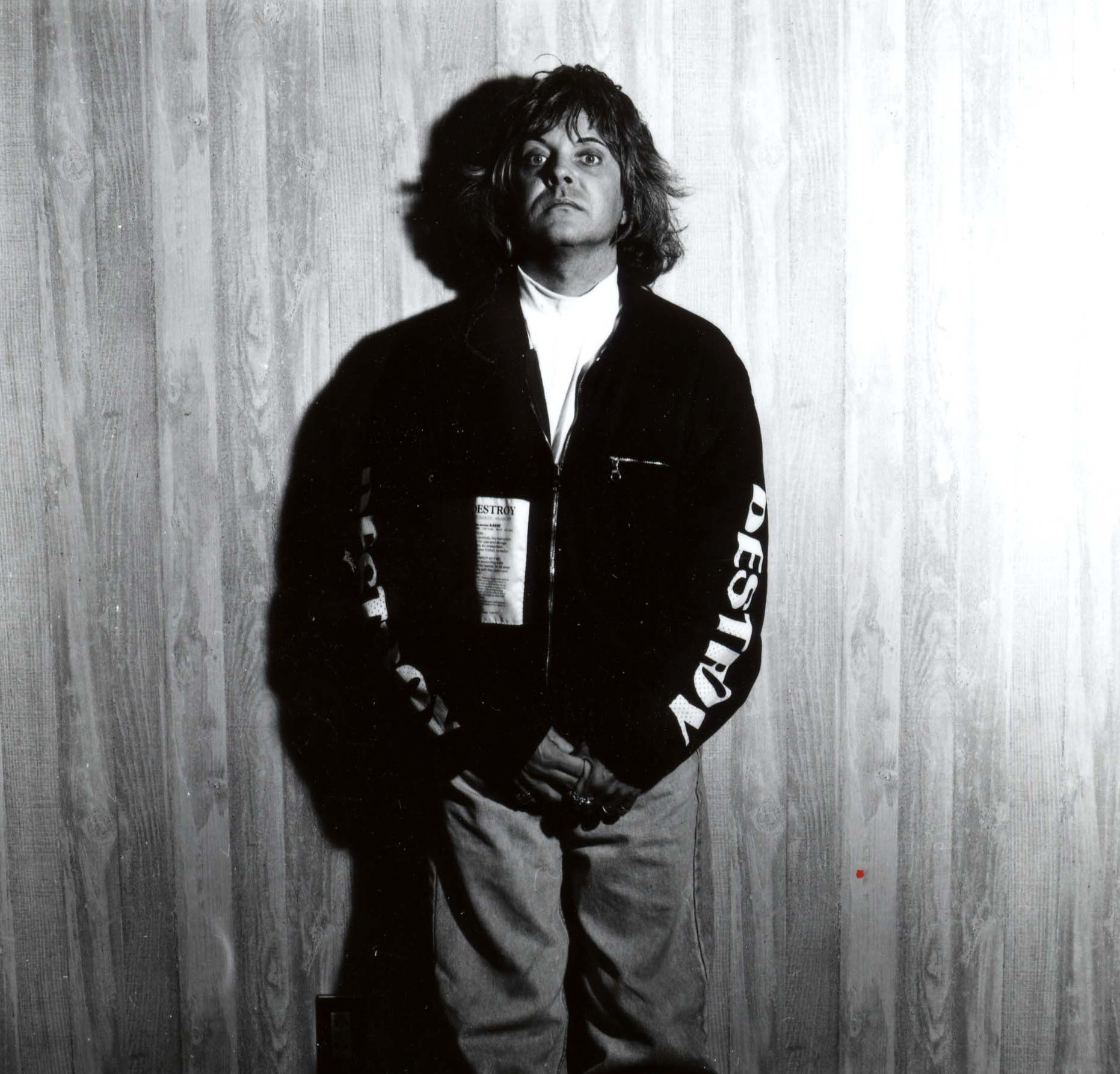
I Genesis P. Orridge negli anni '80

I Cromagnon, gruppo di musica sperimentale degli anni sessanta, sono spesso considerati uno dei precursori dell'industrial rock.
La musica industriale nacque in Inghilterra nella seconda metà degli anni settanta. Fra i fondatori di tale movimento vi furono gruppi legati alla Industrial Records come Throbbing Gristle, Monte Cazazza Cabaret Voltaire, NON, SPK e Z'EV e di li a poco, molti musicisti inserirono elementi della musica industriale in una vasta gamma di generi musicali.
Alcuni musicisti post-punk svilupparono, parallelamente alla musica industriale, stili dalle attitudini similari. L'album di debutto dei Pere Ubu, The Modern Dance fu in seguito descritto come un album di musica industriale. La stessa cosa vale per gruppi come i Chrome, il cui sound era una miscela di Jimi Hendrix, Sex Pistols ed esperimenti di tape music, ed i Killing Joke, considerati da Simon Reynolds come "la versione post punk dell heavy metal".

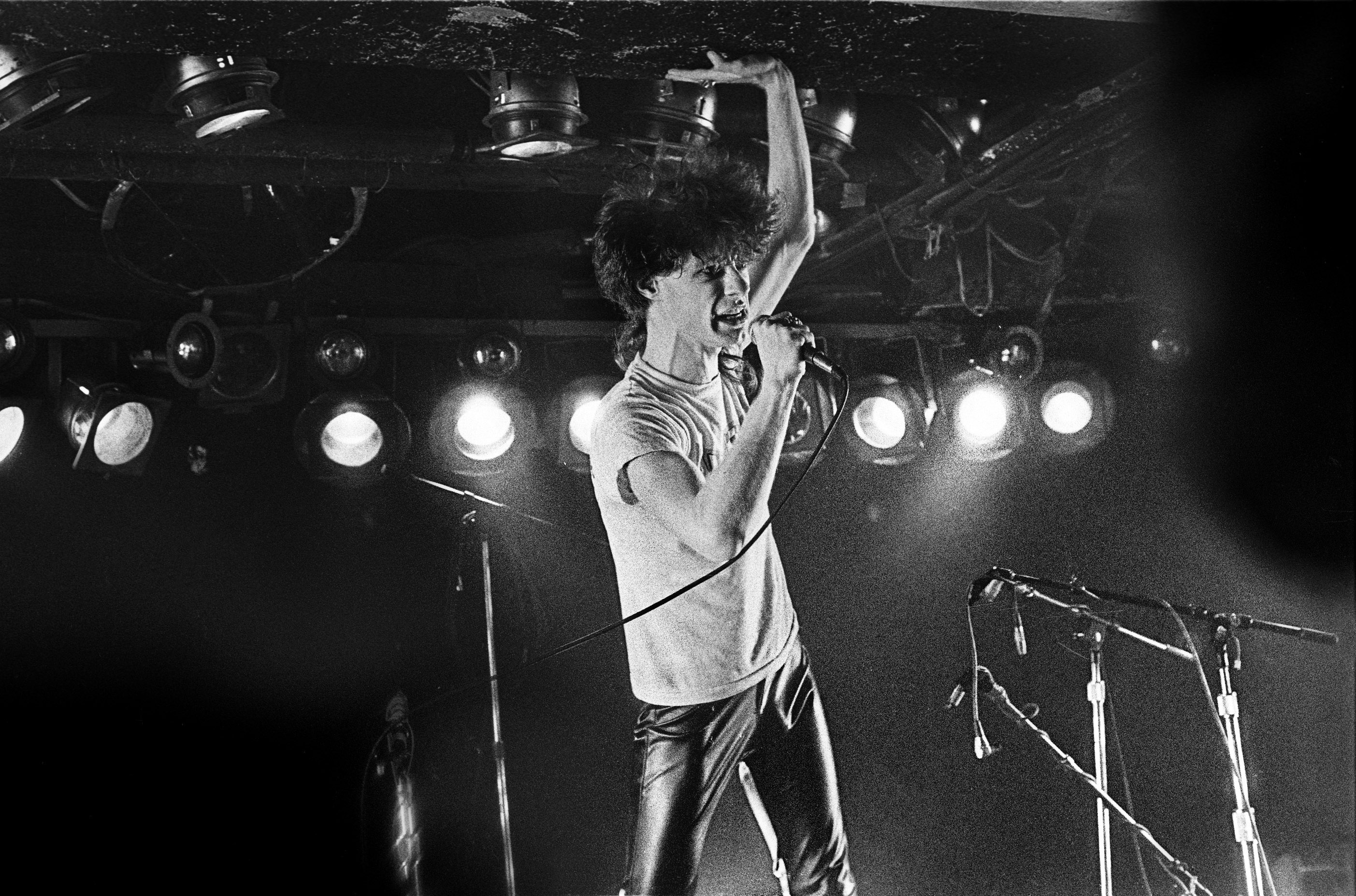
Foetus nel 1985

Fu però Foetus, uno dei più importanti e consapevoli punti di unione fra i due generi, prendendo parte prima alla scena Industrial londinese, poi con il suo trasferimento a New York alla scena No wave e mescolando le due esperienze, tanto che Chris Connelly dei Ministry lo definirà in seguito "l'istigatore in fatto di matrimonio fra macchinari ed hardcore punk".

### Sviluppi
In seguito altri percorsero la strada di questi precursori. I newyorkesi Swans, che proponevano una miscela di No wave, rumorismo di ispirazione Whitehouse e musica industriale, oppure i Big Black di Steve Albini, dagli accenti molto più hardcore punk ed in seguito associati a sonorità post-hardcore e noise rock. Gli Svizzeri The Young Gods, che eliminarono deliberatamente le chitarre per sostituirle con quelle campionate, presero ispirazione sia dall'hardcore punk che dalla musica industriale. In Italia i Meathead di Teho Teardo svilupparono una personale miscela di rock, musica industriale e hip hop.

### Industrial metal e l'apertura di mercati più ampi

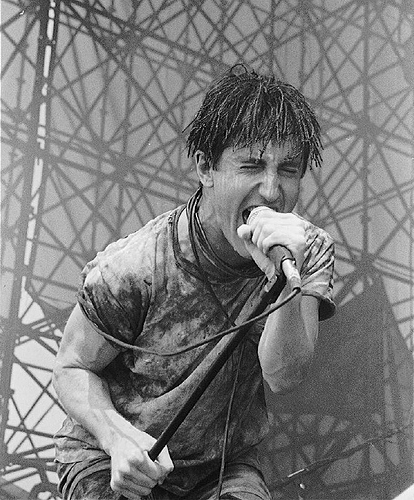
Trent Reznor al Lollapalooza del 1991

Con l'uscita di Night Time dei Klling Joke nel 1985, il gruppo vinse un certificato d'argento (60,000 + in saldo) dall'industria fonografica britannica grazie anche alla potenza dei quattro singoli da esso estratti, che vennero inclusi nei brani preferiti dai club.
Ma i successi di vendite maggiori dell'industrial rock arrivarono all'alba dell'industrial metal, sottogenere della musica post-industriale e genere di derivazione dell'industrial rock, con artisti come Ministry e Nine Inch Nails. Broken, l'EP dei Nine Inch Nails vinse un platino negli Stati Uniti e così anche per Psalm 69 dei Ministry.. Entrambi parteciparono ai Grammy Awards vincendo nella categoria di Best Metal Performance (vinsero i Nine Inch Nails). I Nine Inch Nails vinsero un altro titolo Grammy ed altre quattro nomination. Trent Reznor venne anche selezionato da TIME come uno degli americani più influenti nel 1997.
L'industrial rock ha raggiunto gli anni di maggior ascolto verso la metà degli anni novanta. Secondo i dati della RIAA, gli artisti più famosi del genere raggiunsero un totale di 17.5 milioni di ascolti. Altri esponenti di diversi stili collegati riconobbero una grande attenzione nei loro confronti e ricevettero diverse nomination per i Grammy: Rammstein, Marilyn Manson, White Zombie e Spineshank.